# 野口卵蛤
野口卵蛤（学名：Pitar noguchii），是帘蛤目帘蛤科卵蛤属的一种。主要分布于中国大陆，常栖息在潮下带93米。